# Hrabstwo Phillips (Arkansas)

Piramida wieku hrabstwa

Hrabstwo Phillips – hrabstwo w USA, w stanie Arkansas. Według danych z 2010 roku, hrabstwo zamieszkiwało 21757 osób.

## Miejscowości
- Elaine
- Helena-West Helena
- Lake View
- Lexa
- Marvell